# Spiel ohne Grenzen 1968
Die 4. Ausgabe von Spiel ohne Grenzen fand mit denselben sechs Ländern statt wie 1967. Wegen der Studentenunruhen in Paris wurde die dort geplante Austragung am 19. Juni abgesagt. Auch eine Verlegung in einen anderen Ort Frankreichs scheiterte. Deutschland kam so in Runde 6 zu einem weiteren Heimspiel. Die französischen Mannschaften nahmen  an allen Wettkämpfen teil, aber die Spiele wurden nicht im französischen Fernsehen übertragen.

## 1. Runde Zofingen, Schweiz
| Platz | Land | Stadt               | Punkte | Bemerkung |
| ----- | ---- | ------------------- | ------ | --- |
| 1     | D    | Kaufbeuren          | 49     | Die erste Runde wurde am 3. Juli 1968 in Zofingen in der Schweiz gespielt. Der Wettkampf wurde von Jan Hiermeyer und Mäni Weber geleitet. Das Thema war Gleichgewicht und Geschicklichkeit. Gespielt wurde in der Altstadt auf dem Niklaus-Thut-Platz. Am 4. Mai 1968 konnte sich Kaufbeuren gegen Erbach in der deutschen Ausscheidung mit 13:12 für die internationale Runde qualifizieren. Die Entscheidung fiel nach einem Tie-Break, nachdem es am Schluss 12:12 stand. Beim internationalen Turnier konnten sie die Heimmannschaft aus Zofingen im letzten Spiel noch überholen. Die Schweizer führten mit zwei Punkten vor Belgien und Deutschland, wurden aber im letzten Spiel Letzter. Die Kaufbeurer gewannen das letzte Spiel und damit auch den Wettkampf. |
| 2     | B    | Watermael-Boitsfort | 47     | Die erste Runde wurde am 3. Juli 1968 in Zofingen in der Schweiz gespielt. Der Wettkampf wurde von Jan Hiermeyer und Mäni Weber geleitet. Das Thema war Gleichgewicht und Geschicklichkeit. Gespielt wurde in der Altstadt auf dem Niklaus-Thut-Platz. Am 4. Mai 1968 konnte sich Kaufbeuren gegen Erbach in der deutschen Ausscheidung mit 13:12 für die internationale Runde qualifizieren. Die Entscheidung fiel nach einem Tie-Break, nachdem es am Schluss 12:12 stand. Beim internationalen Turnier konnten sie die Heimmannschaft aus Zofingen im letzten Spiel noch überholen. Die Schweizer führten mit zwei Punkten vor Belgien und Deutschland, wurden aber im letzten Spiel Letzter. Die Kaufbeurer gewannen das letzte Spiel und damit auch den Wettkampf. |
| 3     | CH   | Zofingen            | 46     | Die erste Runde wurde am 3. Juli 1968 in Zofingen in der Schweiz gespielt. Der Wettkampf wurde von Jan Hiermeyer und Mäni Weber geleitet. Das Thema war Gleichgewicht und Geschicklichkeit. Gespielt wurde in der Altstadt auf dem Niklaus-Thut-Platz. Am 4. Mai 1968 konnte sich Kaufbeuren gegen Erbach in der deutschen Ausscheidung mit 13:12 für die internationale Runde qualifizieren. Die Entscheidung fiel nach einem Tie-Break, nachdem es am Schluss 12:12 stand. Beim internationalen Turnier konnten sie die Heimmannschaft aus Zofingen im letzten Spiel noch überholen. Die Schweizer führten mit zwei Punkten vor Belgien und Deutschland, wurden aber im letzten Spiel Letzter. Die Kaufbeurer gewannen das letzte Spiel und damit auch den Wettkampf. |
| 4     | F    | Haguenau            | 40     | Die erste Runde wurde am 3. Juli 1968 in Zofingen in der Schweiz gespielt. Der Wettkampf wurde von Jan Hiermeyer und Mäni Weber geleitet. Das Thema war Gleichgewicht und Geschicklichkeit. Gespielt wurde in der Altstadt auf dem Niklaus-Thut-Platz. Am 4. Mai 1968 konnte sich Kaufbeuren gegen Erbach in der deutschen Ausscheidung mit 13:12 für die internationale Runde qualifizieren. Die Entscheidung fiel nach einem Tie-Break, nachdem es am Schluss 12:12 stand. Beim internationalen Turnier konnten sie die Heimmannschaft aus Zofingen im letzten Spiel noch überholen. Die Schweizer führten mit zwei Punkten vor Belgien und Deutschland, wurden aber im letzten Spiel Letzter. Die Kaufbeurer gewannen das letzte Spiel und damit auch den Wettkampf. |
| 5     | GB   | New Brighton        | 33     | Die erste Runde wurde am 3. Juli 1968 in Zofingen in der Schweiz gespielt. Der Wettkampf wurde von Jan Hiermeyer und Mäni Weber geleitet. Das Thema war Gleichgewicht und Geschicklichkeit. Gespielt wurde in der Altstadt auf dem Niklaus-Thut-Platz. Am 4. Mai 1968 konnte sich Kaufbeuren gegen Erbach in der deutschen Ausscheidung mit 13:12 für die internationale Runde qualifizieren. Die Entscheidung fiel nach einem Tie-Break, nachdem es am Schluss 12:12 stand. Beim internationalen Turnier konnten sie die Heimmannschaft aus Zofingen im letzten Spiel noch überholen. Die Schweizer führten mit zwei Punkten vor Belgien und Deutschland, wurden aber im letzten Spiel Letzter. Die Kaufbeurer gewannen das letzte Spiel und damit auch den Wettkampf. |
| 6     | I    | Trani               | 29     | Die erste Runde wurde am 3. Juli 1968 in Zofingen in der Schweiz gespielt. Der Wettkampf wurde von Jan Hiermeyer und Mäni Weber geleitet. Das Thema war Gleichgewicht und Geschicklichkeit. Gespielt wurde in der Altstadt auf dem Niklaus-Thut-Platz. Am 4. Mai 1968 konnte sich Kaufbeuren gegen Erbach in der deutschen Ausscheidung mit 13:12 für die internationale Runde qualifizieren. Die Entscheidung fiel nach einem Tie-Break, nachdem es am Schluss 12:12 stand. Beim internationalen Turnier konnten sie die Heimmannschaft aus Zofingen im letzten Spiel noch überholen. Die Schweizer führten mit zwei Punkten vor Belgien und Deutschland, wurden aber im letzten Spiel Letzter. Die Kaufbeurer gewannen das letzte Spiel und damit auch den Wettkampf. |

## 2. Runde Verviers, Belgien
| Platz | Land | Stadt         | Punkte | Bemerkung |
| ----- | ---- | ------------- | ------ | --- |
| 1     | I    | Terracina     | 51     | Die zweite Runde wurde am 17. Juli 1968 in Verviers ausgetragen. Präsentiert wurde der Wettkampf von Paule Herreman. Das Thema war: Spielzeit für Erwachsene. In dieser Runde wurde das erste Mal die Zwischenrunde (Fil Rouge) gespielt. Die Schweiz spielte da ihren Joker, was später nicht mehr erlaubt war. Homburg konnte sich am 11. Mai gegen Rüsselsheim mit 16:8 durchsetzen und somit Deutschland in Verviers vertreten. Die italienische Mannschaft lag seit dem 2. Spiel immer in Führung und konnte so einen sicheren Sieg erringen. Homburg teilte sich den zweiten Platz mit der belgischen Heimmannschaft. |
| 2     | B    | Verviers      | 48     | Die zweite Runde wurde am 17. Juli 1968 in Verviers ausgetragen. Präsentiert wurde der Wettkampf von Paule Herreman. Das Thema war: Spielzeit für Erwachsene. In dieser Runde wurde das erste Mal die Zwischenrunde (Fil Rouge) gespielt. Die Schweiz spielte da ihren Joker, was später nicht mehr erlaubt war. Homburg konnte sich am 11. Mai gegen Rüsselsheim mit 16:8 durchsetzen und somit Deutschland in Verviers vertreten. Die italienische Mannschaft lag seit dem 2. Spiel immer in Führung und konnte so einen sicheren Sieg erringen. Homburg teilte sich den zweiten Platz mit der belgischen Heimmannschaft. |
|       | D    | Homburg       | 48     | Die zweite Runde wurde am 17. Juli 1968 in Verviers ausgetragen. Präsentiert wurde der Wettkampf von Paule Herreman. Das Thema war: Spielzeit für Erwachsene. In dieser Runde wurde das erste Mal die Zwischenrunde (Fil Rouge) gespielt. Die Schweiz spielte da ihren Joker, was später nicht mehr erlaubt war. Homburg konnte sich am 11. Mai gegen Rüsselsheim mit 16:8 durchsetzen und somit Deutschland in Verviers vertreten. Die italienische Mannschaft lag seit dem 2. Spiel immer in Führung und konnte so einen sicheren Sieg erringen. Homburg teilte sich den zweiten Platz mit der belgischen Heimmannschaft. |
| 4     | GB   | Plymouth      | 40     | Die zweite Runde wurde am 17. Juli 1968 in Verviers ausgetragen. Präsentiert wurde der Wettkampf von Paule Herreman. Das Thema war: Spielzeit für Erwachsene. In dieser Runde wurde das erste Mal die Zwischenrunde (Fil Rouge) gespielt. Die Schweiz spielte da ihren Joker, was später nicht mehr erlaubt war. Homburg konnte sich am 11. Mai gegen Rüsselsheim mit 16:8 durchsetzen und somit Deutschland in Verviers vertreten. Die italienische Mannschaft lag seit dem 2. Spiel immer in Führung und konnte so einen sicheren Sieg erringen. Homburg teilte sich den zweiten Platz mit der belgischen Heimmannschaft. |
| 5     | CH   | Bellinzona    | 34     | Die zweite Runde wurde am 17. Juli 1968 in Verviers ausgetragen. Präsentiert wurde der Wettkampf von Paule Herreman. Das Thema war: Spielzeit für Erwachsene. In dieser Runde wurde das erste Mal die Zwischenrunde (Fil Rouge) gespielt. Die Schweiz spielte da ihren Joker, was später nicht mehr erlaubt war. Homburg konnte sich am 11. Mai gegen Rüsselsheim mit 16:8 durchsetzen und somit Deutschland in Verviers vertreten. Die italienische Mannschaft lag seit dem 2. Spiel immer in Führung und konnte so einen sicheren Sieg erringen. Homburg teilte sich den zweiten Platz mit der belgischen Heimmannschaft. |
| 6     | F    | Saint-Quentin | 28     | Die zweite Runde wurde am 17. Juli 1968 in Verviers ausgetragen. Präsentiert wurde der Wettkampf von Paule Herreman. Das Thema war: Spielzeit für Erwachsene. In dieser Runde wurde das erste Mal die Zwischenrunde (Fil Rouge) gespielt. Die Schweiz spielte da ihren Joker, was später nicht mehr erlaubt war. Homburg konnte sich am 11. Mai gegen Rüsselsheim mit 16:8 durchsetzen und somit Deutschland in Verviers vertreten. Die italienische Mannschaft lag seit dem 2. Spiel immer in Führung und konnte so einen sicheren Sieg erringen. Homburg teilte sich den zweiten Platz mit der belgischen Heimmannschaft. |

## 3. Runde Vigevano, Italien
| Platz | Land | Stadt            | Punkte | Bemerkung |
| ----- | ---- | ---------------- | ------ | --- |
| 1     | B    | Bressoux         | 50     | Die Dritte Runde fand am 31. Juli 1968 in Vigevano statt. Kommentiert von Enzo Tortora, Giulio Marchetti und Renata Mauro zum Thema Angreifen und Verteidigen. Am 18. Mai 1968 konnte sich Landau gegen Troisdorf mit 15:11 durchsetzen. Den Wettkampf in Italien beendeten die Landauer nach langer Führung auf dem 2. Platz. Bei den letzten beiden Spielen holten sie nur je ein Punkt. |
| 2     | D    | Landau           | 43     | Die Dritte Runde fand am 31. Juli 1968 in Vigevano statt. Kommentiert von Enzo Tortora, Giulio Marchetti und Renata Mauro zum Thema Angreifen und Verteidigen. Am 18. Mai 1968 konnte sich Landau gegen Troisdorf mit 15:11 durchsetzen. Den Wettkampf in Italien beendeten die Landauer nach langer Führung auf dem 2. Platz. Bei den letzten beiden Spielen holten sie nur je ein Punkt. |
| 3     | F    | Libourne         | 41     | Die Dritte Runde fand am 31. Juli 1968 in Vigevano statt. Kommentiert von Enzo Tortora, Giulio Marchetti und Renata Mauro zum Thema Angreifen und Verteidigen. Am 18. Mai 1968 konnte sich Landau gegen Troisdorf mit 15:11 durchsetzen. Den Wettkampf in Italien beendeten die Landauer nach langer Führung auf dem 2. Platz. Bei den letzten beiden Spielen holten sie nur je ein Punkt. |
| 4     | I    | Pordenone        | 36     | Die Dritte Runde fand am 31. Juli 1968 in Vigevano statt. Kommentiert von Enzo Tortora, Giulio Marchetti und Renata Mauro zum Thema Angreifen und Verteidigen. Am 18. Mai 1968 konnte sich Landau gegen Troisdorf mit 15:11 durchsetzen. Den Wettkampf in Italien beendeten die Landauer nach langer Führung auf dem 2. Platz. Bei den letzten beiden Spielen holten sie nur je ein Punkt. |
| 5     | CH   | Estavayer-le-Lac | 34     | Die Dritte Runde fand am 31. Juli 1968 in Vigevano statt. Kommentiert von Enzo Tortora, Giulio Marchetti und Renata Mauro zum Thema Angreifen und Verteidigen. Am 18. Mai 1968 konnte sich Landau gegen Troisdorf mit 15:11 durchsetzen. Den Wettkampf in Italien beendeten die Landauer nach langer Führung auf dem 2. Platz. Bei den letzten beiden Spielen holten sie nur je ein Punkt. |
| 6     | GB   | Merton           | 32     | Die Dritte Runde fand am 31. Juli 1968 in Vigevano statt. Kommentiert von Enzo Tortora, Giulio Marchetti und Renata Mauro zum Thema Angreifen und Verteidigen. Am 18. Mai 1968 konnte sich Landau gegen Troisdorf mit 15:11 durchsetzen. Den Wettkampf in Italien beendeten die Landauer nach langer Führung auf dem 2. Platz. Bei den letzten beiden Spielen holten sie nur je ein Punkt. |

## 4. Runde Harrogate, Großbritannien
| Platz | Land | Stadt                | Punkte | Bemerkung |
| ----- | ---- | -------------------- | ------ | --- |
| 1     | D    | Osterholz-Scharmbeck | 47     | Am 14. August 1968 fand die internationale Spielrunde im englischen Harrogate statt. Das Thema war Spaß und Spiel. Durch die Sendung führten Eddie Waring und David Vine. Das kalte regnerische Wetter sorgte dafür, dass die 6. Runde ersatzlos gestrichen werden musste. Durch die Nässe sind die Holzfässer ausgedehnt worden und keine Mannschaft konnte das Spiel innerhalb der Zeit abschließen, weil die Fässer sich nur schwer bewegen ließen. Das hatte auch Auswirkung für die Finalteilnahme. Nun wurden die Durchschnittspunktzahl für die Teilnahme berechnet und da hatte Osterholz-Scharmbeck mit 0,02 Punkten das glücklichere Ende für sich. Ab 1969 gibt es ein Ersatzspiel, um solches zu vermeiden. Am 25. Mai 1968 konnte sich Osterholz-Scharmbeck gegen Dinslaken mit 20:2 gewinnen und sich qualifizieren. Die deutsche Mannschaft konnte schließlich die internationale Ausscheidung klar für sich entscheiden. |
| 2     | CH   | Stans                | 40     | Am 14. August 1968 fand die internationale Spielrunde im englischen Harrogate statt. Das Thema war Spaß und Spiel. Durch die Sendung führten Eddie Waring und David Vine. Das kalte regnerische Wetter sorgte dafür, dass die 6. Runde ersatzlos gestrichen werden musste. Durch die Nässe sind die Holzfässer ausgedehnt worden und keine Mannschaft konnte das Spiel innerhalb der Zeit abschließen, weil die Fässer sich nur schwer bewegen ließen. Das hatte auch Auswirkung für die Finalteilnahme. Nun wurden die Durchschnittspunktzahl für die Teilnahme berechnet und da hatte Osterholz-Scharmbeck mit 0,02 Punkten das glücklichere Ende für sich. Ab 1969 gibt es ein Ersatzspiel, um solches zu vermeiden. Am 25. Mai 1968 konnte sich Osterholz-Scharmbeck gegen Dinslaken mit 20:2 gewinnen und sich qualifizieren. Die deutsche Mannschaft konnte schließlich die internationale Ausscheidung klar für sich entscheiden. |
| 3     | F    | Vannes               | 38     | Am 14. August 1968 fand die internationale Spielrunde im englischen Harrogate statt. Das Thema war Spaß und Spiel. Durch die Sendung führten Eddie Waring und David Vine. Das kalte regnerische Wetter sorgte dafür, dass die 6. Runde ersatzlos gestrichen werden musste. Durch die Nässe sind die Holzfässer ausgedehnt worden und keine Mannschaft konnte das Spiel innerhalb der Zeit abschließen, weil die Fässer sich nur schwer bewegen ließen. Das hatte auch Auswirkung für die Finalteilnahme. Nun wurden die Durchschnittspunktzahl für die Teilnahme berechnet und da hatte Osterholz-Scharmbeck mit 0,02 Punkten das glücklichere Ende für sich. Ab 1969 gibt es ein Ersatzspiel, um solches zu vermeiden. Am 25. Mai 1968 konnte sich Osterholz-Scharmbeck gegen Dinslaken mit 20:2 gewinnen und sich qualifizieren. Die deutsche Mannschaft konnte schließlich die internationale Ausscheidung klar für sich entscheiden. |
|       | GB   | Dundee               | 38     | Am 14. August 1968 fand die internationale Spielrunde im englischen Harrogate statt. Das Thema war Spaß und Spiel. Durch die Sendung führten Eddie Waring und David Vine. Das kalte regnerische Wetter sorgte dafür, dass die 6. Runde ersatzlos gestrichen werden musste. Durch die Nässe sind die Holzfässer ausgedehnt worden und keine Mannschaft konnte das Spiel innerhalb der Zeit abschließen, weil die Fässer sich nur schwer bewegen ließen. Das hatte auch Auswirkung für die Finalteilnahme. Nun wurden die Durchschnittspunktzahl für die Teilnahme berechnet und da hatte Osterholz-Scharmbeck mit 0,02 Punkten das glücklichere Ende für sich. Ab 1969 gibt es ein Ersatzspiel, um solches zu vermeiden. Am 25. Mai 1968 konnte sich Osterholz-Scharmbeck gegen Dinslaken mit 20:2 gewinnen und sich qualifizieren. Die deutsche Mannschaft konnte schließlich die internationale Ausscheidung klar für sich entscheiden. |
| 5     | I    | Ascoli Piceno        | 37     | Am 14. August 1968 fand die internationale Spielrunde im englischen Harrogate statt. Das Thema war Spaß und Spiel. Durch die Sendung führten Eddie Waring und David Vine. Das kalte regnerische Wetter sorgte dafür, dass die 6. Runde ersatzlos gestrichen werden musste. Durch die Nässe sind die Holzfässer ausgedehnt worden und keine Mannschaft konnte das Spiel innerhalb der Zeit abschließen, weil die Fässer sich nur schwer bewegen ließen. Das hatte auch Auswirkung für die Finalteilnahme. Nun wurden die Durchschnittspunktzahl für die Teilnahme berechnet und da hatte Osterholz-Scharmbeck mit 0,02 Punkten das glücklichere Ende für sich. Ab 1969 gibt es ein Ersatzspiel, um solches zu vermeiden. Am 25. Mai 1968 konnte sich Osterholz-Scharmbeck gegen Dinslaken mit 20:2 gewinnen und sich qualifizieren. Die deutsche Mannschaft konnte schließlich die internationale Ausscheidung klar für sich entscheiden. |
| 6     | B    | Mons                 | 28     | Am 14. August 1968 fand die internationale Spielrunde im englischen Harrogate statt. Das Thema war Spaß und Spiel. Durch die Sendung führten Eddie Waring und David Vine. Das kalte regnerische Wetter sorgte dafür, dass die 6. Runde ersatzlos gestrichen werden musste. Durch die Nässe sind die Holzfässer ausgedehnt worden und keine Mannschaft konnte das Spiel innerhalb der Zeit abschließen, weil die Fässer sich nur schwer bewegen ließen. Das hatte auch Auswirkung für die Finalteilnahme. Nun wurden die Durchschnittspunktzahl für die Teilnahme berechnet und da hatte Osterholz-Scharmbeck mit 0,02 Punkten das glücklichere Ende für sich. Ab 1969 gibt es ein Ersatzspiel, um solches zu vermeiden. Am 25. Mai 1968 konnte sich Osterholz-Scharmbeck gegen Dinslaken mit 20:2 gewinnen und sich qualifizieren. Die deutsche Mannschaft konnte schließlich die internationale Ausscheidung klar für sich entscheiden. |

## 5. Runde Siegen, Deutschland
| Platz | Land | Stadt      | Punkte | Bemerkung |
| ----- | ---- | ---------- | ------ | --- |
| 1     | D    | Siegen     | 48     | Am 28. August 1968 war Siegen in seinem Leimbachstadion der Gastgeber. Camillo Felgen und Frank Elstner begleiteten die Spielrunden zum Thema Spiel aus aller Welt. Siegen konnte sich am 8. Juni 1968, vor 17.000 Zuschauern, gegen Herford erst im letzten Spiel, und das ganz knapp, behaupten und sich auch den Sieg im internationalen Vergleich holen, vor unglaublichen 25.000 Zuschauern. Dabei hatten sie im 2. Spiel ihren Joker vermasselt und nur 2 Punkte geholt. |
| 2     | GB   | Cheltenham | 44     | Am 28. August 1968 war Siegen in seinem Leimbachstadion der Gastgeber. Camillo Felgen und Frank Elstner begleiteten die Spielrunden zum Thema Spiel aus aller Welt. Siegen konnte sich am 8. Juni 1968, vor 17.000 Zuschauern, gegen Herford erst im letzten Spiel, und das ganz knapp, behaupten und sich auch den Sieg im internationalen Vergleich holen, vor unglaublichen 25.000 Zuschauern. Dabei hatten sie im 2. Spiel ihren Joker vermasselt und nur 2 Punkte geholt. |
| 3     | I    | Biella     | 39     | Am 28. August 1968 war Siegen in seinem Leimbachstadion der Gastgeber. Camillo Felgen und Frank Elstner begleiteten die Spielrunden zum Thema Spiel aus aller Welt. Siegen konnte sich am 8. Juni 1968, vor 17.000 Zuschauern, gegen Herford erst im letzten Spiel, und das ganz knapp, behaupten und sich auch den Sieg im internationalen Vergleich holen, vor unglaublichen 25.000 Zuschauern. Dabei hatten sie im 2. Spiel ihren Joker vermasselt und nur 2 Punkte geholt. |
| 4     | CH   | Mendrisio  | 37     | Am 28. August 1968 war Siegen in seinem Leimbachstadion der Gastgeber. Camillo Felgen und Frank Elstner begleiteten die Spielrunden zum Thema Spiel aus aller Welt. Siegen konnte sich am 8. Juni 1968, vor 17.000 Zuschauern, gegen Herford erst im letzten Spiel, und das ganz knapp, behaupten und sich auch den Sieg im internationalen Vergleich holen, vor unglaublichen 25.000 Zuschauern. Dabei hatten sie im 2. Spiel ihren Joker vermasselt und nur 2 Punkte geholt. |
| 5     | B    | Winschoten | 36     | Am 28. August 1968 war Siegen in seinem Leimbachstadion der Gastgeber. Camillo Felgen und Frank Elstner begleiteten die Spielrunden zum Thema Spiel aus aller Welt. Siegen konnte sich am 8. Juni 1968, vor 17.000 Zuschauern, gegen Herford erst im letzten Spiel, und das ganz knapp, behaupten und sich auch den Sieg im internationalen Vergleich holen, vor unglaublichen 25.000 Zuschauern. Dabei hatten sie im 2. Spiel ihren Joker vermasselt und nur 2 Punkte geholt. |
|       | F    | Epinal     | 36     | Am 28. August 1968 war Siegen in seinem Leimbachstadion der Gastgeber. Camillo Felgen und Frank Elstner begleiteten die Spielrunden zum Thema Spiel aus aller Welt. Siegen konnte sich am 8. Juni 1968, vor 17.000 Zuschauern, gegen Herford erst im letzten Spiel, und das ganz knapp, behaupten und sich auch den Sieg im internationalen Vergleich holen, vor unglaublichen 25.000 Zuschauern. Dabei hatten sie im 2. Spiel ihren Joker vermasselt und nur 2 Punkte geholt. |

## 6. Runde Schwäbisch Hall, Deutschland
| Platz | Land | Stadt     | Punkte | Bemerkung |
| ----- | ---- | --------- | ------ | --- |
| 1     | D    | Inzell    | 52     | Am 4. September 1968 war der Marktplatz von Schwäbisch Hall Austragungsort von Spiel ohne Grenzen. Durch die Runden führten Camillo Felgen und Frank Elstner. Deutschland konnte 1968 zweimal Gastgeber sein. Frankreich hat wegen den Studentenunruhen auf das Gastrecht verzichtet. Am 27. April konnte Inzell gegen Schongau bei der deutschen Ausscheidung mit 24:0 gewinnen. Es war das einzige Team, das alle Spiele gewann. Beim internationalen Wettkampf waren die Bayern ab der dritten Runde in Führung und gewannen mit 52 Punkten diese Runde. |
| 2     | GB   | Worthing  | 46     | Am 4. September 1968 war der Marktplatz von Schwäbisch Hall Austragungsort von Spiel ohne Grenzen. Durch die Runden führten Camillo Felgen und Frank Elstner. Deutschland konnte 1968 zweimal Gastgeber sein. Frankreich hat wegen den Studentenunruhen auf das Gastrecht verzichtet. Am 27. April konnte Inzell gegen Schongau bei der deutschen Ausscheidung mit 24:0 gewinnen. Es war das einzige Team, das alle Spiele gewann. Beim internationalen Wettkampf waren die Bayern ab der dritten Runde in Führung und gewannen mit 52 Punkten diese Runde. |
| 3     | I    | Alghero   | 40     | Am 4. September 1968 war der Marktplatz von Schwäbisch Hall Austragungsort von Spiel ohne Grenzen. Durch die Runden führten Camillo Felgen und Frank Elstner. Deutschland konnte 1968 zweimal Gastgeber sein. Frankreich hat wegen den Studentenunruhen auf das Gastrecht verzichtet. Am 27. April konnte Inzell gegen Schongau bei der deutschen Ausscheidung mit 24:0 gewinnen. Es war das einzige Team, das alle Spiele gewann. Beim internationalen Wettkampf waren die Bayern ab der dritten Runde in Führung und gewannen mit 52 Punkten diese Runde. |
| 4     | F    | Cancale   | 39     | Am 4. September 1968 war der Marktplatz von Schwäbisch Hall Austragungsort von Spiel ohne Grenzen. Durch die Runden führten Camillo Felgen und Frank Elstner. Deutschland konnte 1968 zweimal Gastgeber sein. Frankreich hat wegen den Studentenunruhen auf das Gastrecht verzichtet. Am 27. April konnte Inzell gegen Schongau bei der deutschen Ausscheidung mit 24:0 gewinnen. Es war das einzige Team, das alle Spiele gewann. Beim internationalen Wettkampf waren die Bayern ab der dritten Runde in Führung und gewannen mit 52 Punkten diese Runde. |
| 5     | B    | Bastogne  | 35     | Am 4. September 1968 war der Marktplatz von Schwäbisch Hall Austragungsort von Spiel ohne Grenzen. Durch die Runden führten Camillo Felgen und Frank Elstner. Deutschland konnte 1968 zweimal Gastgeber sein. Frankreich hat wegen den Studentenunruhen auf das Gastrecht verzichtet. Am 27. April konnte Inzell gegen Schongau bei der deutschen Ausscheidung mit 24:0 gewinnen. Es war das einzige Team, das alle Spiele gewann. Beim internationalen Wettkampf waren die Bayern ab der dritten Runde in Führung und gewannen mit 52 Punkten diese Runde. |
| 6     | CH   | Neuchatel | 31     | Am 4. September 1968 war der Marktplatz von Schwäbisch Hall Austragungsort von Spiel ohne Grenzen. Durch die Runden führten Camillo Felgen und Frank Elstner. Deutschland konnte 1968 zweimal Gastgeber sein. Frankreich hat wegen den Studentenunruhen auf das Gastrecht verzichtet. Am 27. April konnte Inzell gegen Schongau bei der deutschen Ausscheidung mit 24:0 gewinnen. Es war das einzige Team, das alle Spiele gewann. Beim internationalen Wettkampf waren die Bayern ab der dritten Runde in Führung und gewannen mit 52 Punkten diese Runde. |

## Finale
Durch den wetterbedingten Ausfall von Spiel 6 in der 4. Runde von Harrogate wurden die Durchschnittszahlen für das Erreichen des Finales und nicht die Endzahl angerechnet. Das führte dazu, dass sich Osterholz-Scharmbeck mit 0,02 Punkten Vorsprung für das Finale qualifizieren konnte, Inzell mit der höchsten Siegespunktzahl von 52 hatte das Nachsehen. Auch bei den Franzosen war die Entscheidung mit 0,12 Punkten sehr knapp. Nachdem dies schon 1967 passiert ist, wird es ab 1969 ein Ersatzspiel geben.
| - Deutschland - Osterholz-Scharmbeck - Inzell - Kaufbeuren - Siegen | - Punkte und Spiele - 47 : 9 - 52 : 10 - 49 : 10 - 48 : 10 | - Durchschnittspunkte - 5.22 Pkt - 5.20 Pkt - 4.90 Pkt - 4.80 Pkt |
| - Frankreich - Vannes - Libourne                                    | - Punkte und Spiele - 38 : 9 - 41 : 10                     | - Durchschnittspunkte - 4.22 Pkt - 4.10 Pkt                       |

| Land | Stadt                | Platzierung | Punkte |
| ---- | -------------------- | ----------- | ------ |
| I    | Terracina            | 1           | 51     |
| B    | Bressoux             | 1           | 50     |
| D    | Osterholz-Scharmbeck | 1           | 47     |
| GB   | Worthing             | 2           | 46     |
| CH   | Stans                | 2           | 40     |
| F    | Vannes               | 3           | 38     |

| Platz | Land | Stadt                | Punkte | Bemerkung |
| ----- | ---- | -------------------- | ------ | --- |
| 1     | D    | Osterholz-Scharmbeck | 41     | Am 11. September 1968 fand das Finale auf dem Grand-Place/Grote Markt in Brüssel statt. Das Thema war Spaß und Spiele. Durch die Runden moderierte Jean-Claude Menessier. Die deutsche Mannschaft konnte knapp gewinnen, sie wurde in der letzten Runde Letzter und mussten darauf hoffen, dass die Schweiz nicht gewinnt. Mit 2 Punkten Vorsprung konnten sie die Führung behaupten. Wegen einer Fehlfunktion an einem Spielgerät konnte die erste Runde nicht gewertet werden. |
| 2     | CH   | Stans                | 39     | Am 11. September 1968 fand das Finale auf dem Grand-Place/Grote Markt in Brüssel statt. Das Thema war Spaß und Spiele. Durch die Runden moderierte Jean-Claude Menessier. Die deutsche Mannschaft konnte knapp gewinnen, sie wurde in der letzten Runde Letzter und mussten darauf hoffen, dass die Schweiz nicht gewinnt. Mit 2 Punkten Vorsprung konnten sie die Führung behaupten. Wegen einer Fehlfunktion an einem Spielgerät konnte die erste Runde nicht gewertet werden. |
| 3     | F    | Vannes               | 33     | Am 11. September 1968 fand das Finale auf dem Grand-Place/Grote Markt in Brüssel statt. Das Thema war Spaß und Spiele. Durch die Runden moderierte Jean-Claude Menessier. Die deutsche Mannschaft konnte knapp gewinnen, sie wurde in der letzten Runde Letzter und mussten darauf hoffen, dass die Schweiz nicht gewinnt. Mit 2 Punkten Vorsprung konnten sie die Führung behaupten. Wegen einer Fehlfunktion an einem Spielgerät konnte die erste Runde nicht gewertet werden. |
| 4     | GB   | Worthing             | 32     | Am 11. September 1968 fand das Finale auf dem Grand-Place/Grote Markt in Brüssel statt. Das Thema war Spaß und Spiele. Durch die Runden moderierte Jean-Claude Menessier. Die deutsche Mannschaft konnte knapp gewinnen, sie wurde in der letzten Runde Letzter und mussten darauf hoffen, dass die Schweiz nicht gewinnt. Mit 2 Punkten Vorsprung konnten sie die Führung behaupten. Wegen einer Fehlfunktion an einem Spielgerät konnte die erste Runde nicht gewertet werden. |
| 5     | B    | Bressoux             | 27     | Am 11. September 1968 fand das Finale auf dem Grand-Place/Grote Markt in Brüssel statt. Das Thema war Spaß und Spiele. Durch die Runden moderierte Jean-Claude Menessier. Die deutsche Mannschaft konnte knapp gewinnen, sie wurde in der letzten Runde Letzter und mussten darauf hoffen, dass die Schweiz nicht gewinnt. Mit 2 Punkten Vorsprung konnten sie die Führung behaupten. Wegen einer Fehlfunktion an einem Spielgerät konnte die erste Runde nicht gewertet werden. |
| 6     | I    | Terracina            | 24     | Am 11. September 1968 fand das Finale auf dem Grand-Place/Grote Markt in Brüssel statt. Das Thema war Spaß und Spiele. Durch die Runden moderierte Jean-Claude Menessier. Die deutsche Mannschaft konnte knapp gewinnen, sie wurde in der letzten Runde Letzter und mussten darauf hoffen, dass die Schweiz nicht gewinnt. Mit 2 Punkten Vorsprung konnten sie die Führung behaupten. Wegen einer Fehlfunktion an einem Spielgerät konnte die erste Runde nicht gewertet werden. |

Deutschland dominierte das Jahr 1968 wie noch nie, und auch später war keine Nation so stark wie die Deutschen. Sie gewannen viermal in den Vorrunden und wurden zweimal Zweiter. Dazu gewannen sie das Finale. Nur Italien und Belgien konnten noch je ein Sieg verbuchen.
| # | Land                   | Gold | Silber | Bronze | Gesamtpunktzahl |
| - | ---------------------- | ---- | ------ | ------ | --------------- |
| 1 | Deutschland            | 5    | 2      | 0      | 328             |
| 2 | Belgien                | 1    | 2      | 0      | 271             |
| 3 | Vereinigtes Königreich | 0    | 2      | 1      | 265             |
| 4 | Schweiz                | 0    | 2      | 1      | 261             |
| 5 | Frankreich             | 0    | 0      | 3      | 260             |
| 6 | Italien                | 1    | 0      | 2      | 256             |